# Empis lepidopus
Empis lepidopus är en tvåvingeart som beskrevs av Johann Wilhelm Meigen 1822. Empis lepidopus ingår i släktet Empis och familjen dansflugor. Inga underarter finns listade i Catalogue of Life.